# アントニーノ・ガンドルフォ
アントニーノ・ガンドルフォ（Antonino Gandolfo、1841年10月28日 - 1910年3月21日）はイタリアの画家である。

## 生涯
シチリア島のカターニアで生まれた。おじのジュゼッペ・ガンドルフォ(1792-1855)は、19世紀前半の最も有名なシチリア島出身の肖像画家で、別のおじのフランチェスコ・ガンドルフォはフィレンチェ、パリで医学を学び、当時のイタリアの有名な人物と友人になった人物である。いとこに作曲家として知られるAntonino Gandolfo Brancaleoneもいる。
シチリアで叔父のジュゼッペ・ガンドルフォから学んだが、おじは1855年に亡くなった。1860年にフィレンツェに移り、フィレンツェの美術学校のステファノ・ウッシに学んだ。1861年にはカターニアに戻った。十分な資産を相続し、カターニアの工芸学校(Scuola d'Arte e Mestieri)で美術を教えながら風俗画や肖像画を描いた。ガンドルフォの教えた画家にはアレッサンドロ・アバーテ(Alessandro Abate:1867-1952)がいる。
カターニャで活動したリアリズムの文学者たち、 マリオ・ラピサルディ、ジョヴァンニ・ヴェルガ、ルイジ・カプアーナらと交流した。1907年にシチリアで開かれた、産業展に出展し高く評価され国王、ヴィットーリオ・エマヌエーレ3世に作品を買い上げられた。1910年に心臓麻痺で死去した。

## 作品

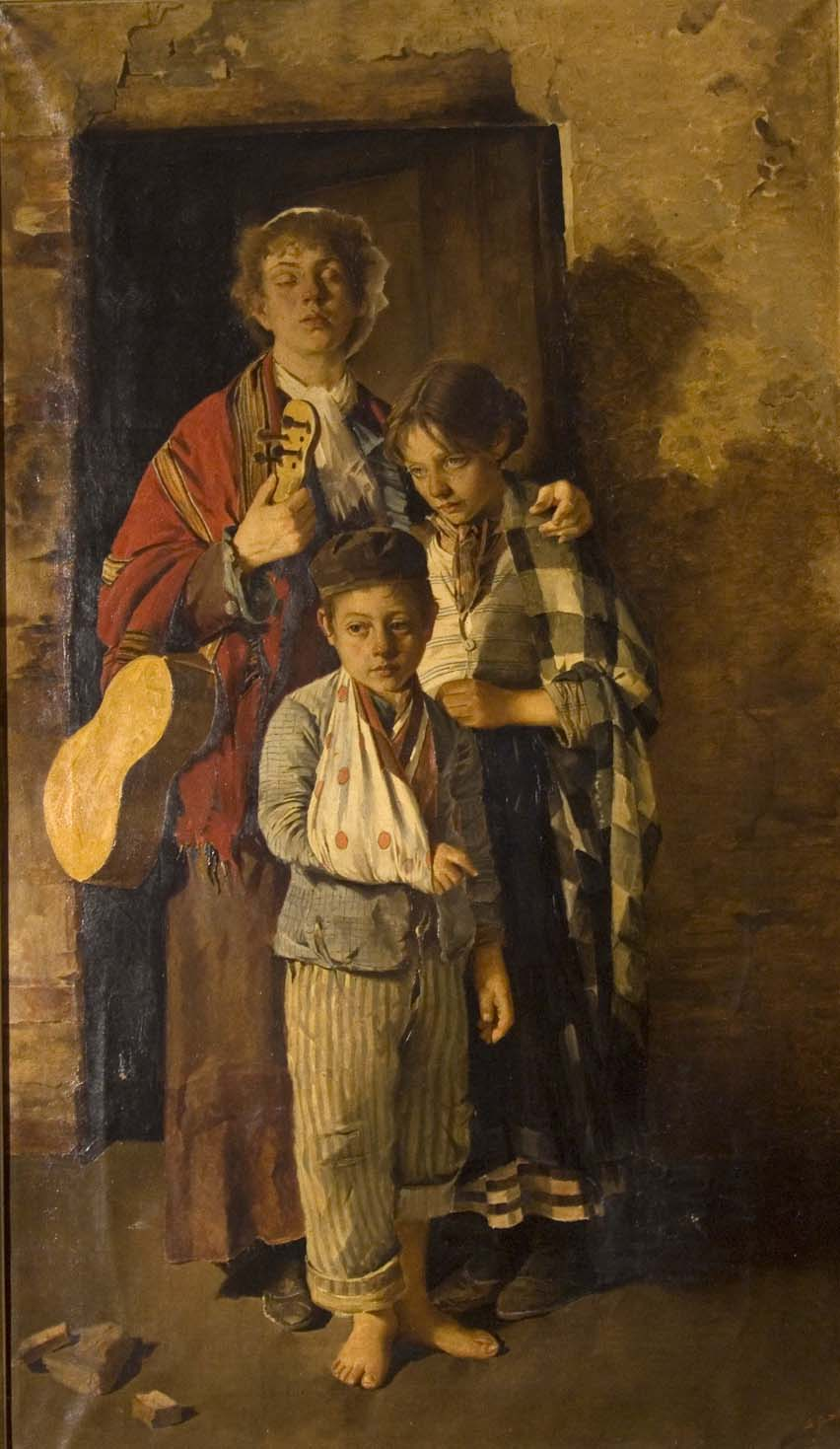
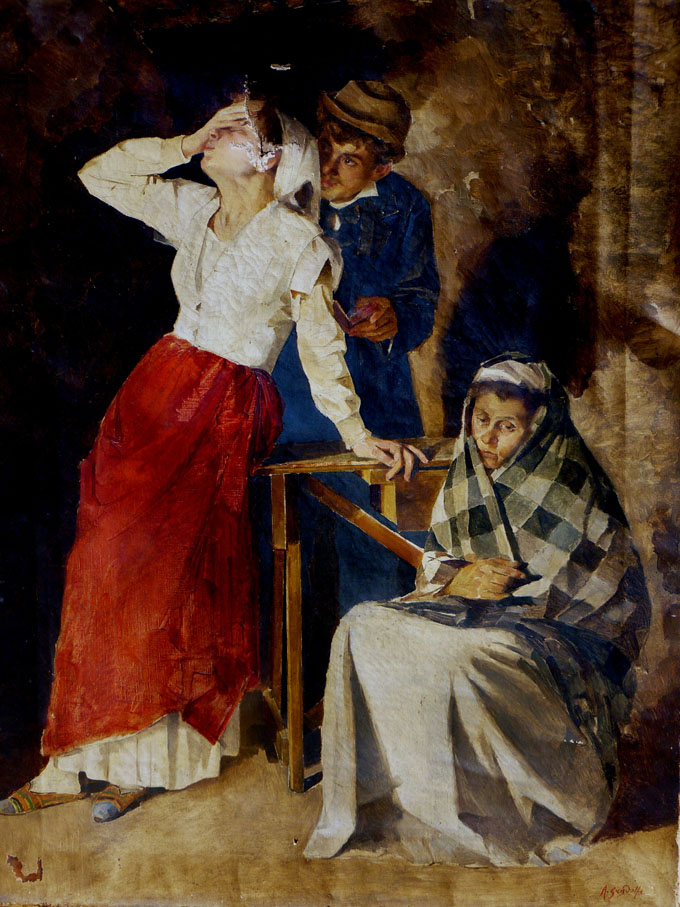
「誘惑」
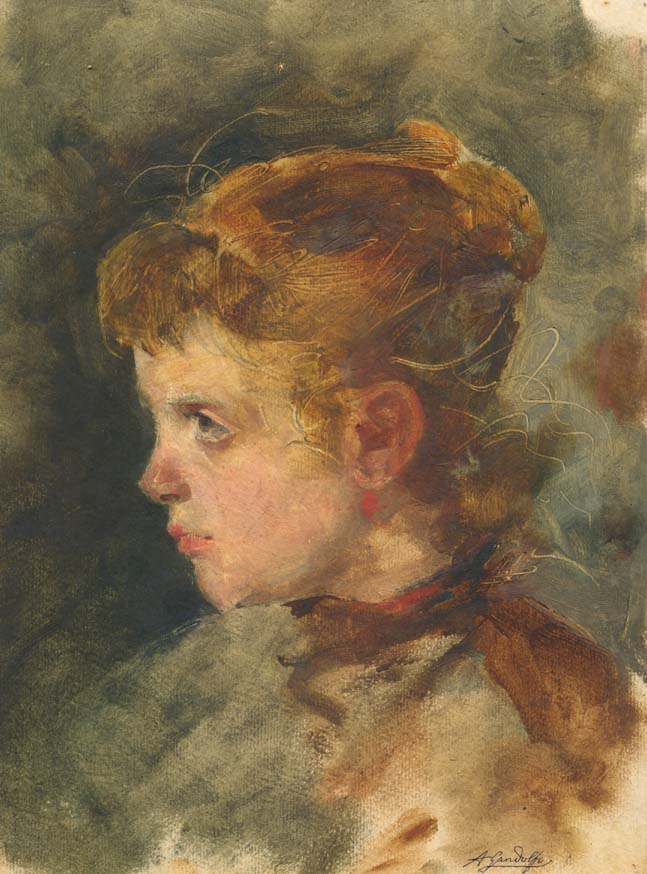
子供の肖像
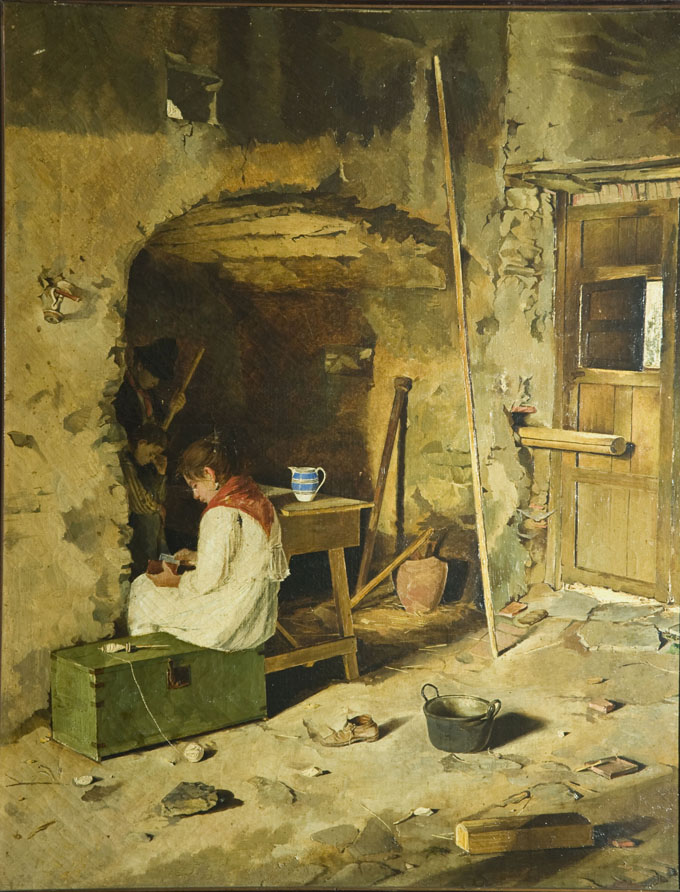
最後の硬貨 (c.1880)